# 土谷敏雄
土谷 敏雄（つちや としお） は、日本の化学工学者。東京理科大学名誉教授。元山口東京理科大学学長。

## 人物・経歴
1962年東京理科大学理学部物理学科卒業。1977年理学博士。1996年日本無機リン化学会学術賞受賞。1998年日本セラミックス協会学術賞受賞。東京理科大学基礎工学部長を経て、東京理科大学名誉教授。2003年から山口東京理科大学学長を務め、山陽小野田市との包括連携協定を締結するなどした。2005年日本無機リン化学会功績賞受賞。2014年日本セラミックス協会名誉会員。生命科学文化推進機構理事等も務めた。